# Daniel Alberto Molina
Daniel Alberto Molina (Santa Lucía, Tucumán, 2 de julio de 1979) es un exfutbolista argentino que jugaba como defensor.

## Trayectoria

### Ñuñorco
Molina debutó en Ñuñorco en el año 2000. Tuvo una primera temporada destacada y estuvo cerca de clasificar a la fase final del torneo. En el 2002 volvió al club y permaneció en la institución hasta el 2005.

### Atlético Tucumán
De cara a la temporada 2001/02 pasó a Atlético Tucumán. En 2007 regresó al decano y jugó en Atlético hasta el 2009.

### Cipolletti
En 2005 viajó a Río Negro y se unió a Cipolletti. Disputó una temporada en el club.

### La Florida
En 2006 volvió a Tucumán y se sumó a La Florida. En el tricolor jugó hasta el 2007.

### Famaillá
En el 2009 llegó a Famaillá. Jugó en Famaillá hasta el 2011.

### San Jorge
Para la temporada 2011/12 pasó a San Jorge.

### Defensores de Esquiú
En el 2016 jugó para Defensores de Esquiú.

## Clubes
| Club                 | País      |
| -------------------- | --------- |
| Ñuñorco              | Argentina |
| Atlético Tucumán     | Argentina |
| Cipolletti           | Argentina |
| La Florida           | Argentina |
| Famaillá             | Argentina |
| San Jorge            | Argentina |
| Defensores de Esquiú | Argentina |